# Mallobathra tonnoiri
Mallobathra tonnoiri är en fjärilsart som beskrevs av Alfred Philpott 1927. Mallobathra tonnoiri ingår i släktet Mallobathra och familjen säckspinnare. Inga underarter finns listade i Catalogue of Life.